# Élections municipales de 1995 à Nice
Pour les articles homonymes, voir Élections municipales à Nice.
Les élections municipales de 1995 à Nice ont eu lieu les 11 et 18 juin 1995.

## Mode de scrutin
Le mode de scrutin à Nice est celui des communes de plus de 1 000 habitants : la liste arrivée en tête obtient la moitié des sièges du conseil municipal. Le reste est réparti à la proportionnelle entre toutes les listes ayant obtenu au moins 5 % des voix. Un deuxième tour est organisé si aucune liste n'atteint 50 % des suffrages exprimés ; seules les listes ayant obtenu au  moins 10 % peuvent s'y présenter, elles peuvent alors fusionner avec les listes ayant obtenu au moins 5 % des voix.
Comme dans toutes les communes de plus de 300 000 habitants, hormis Paris, Lyon et Marseille, le conseil municipal de Nice est composé de 69 conseillers municipaux.

## Contexte
Le maire sortant, Jacques Médecin (RPR) est réélu en 1989 au second tour face à Jean-Hugues Colonna (PS) et Jacques Peyrat (FN).
À la suite de la démission de Jacques Médecin en septembre 1990 en raison d'ennuis judiciaires, le conseil municipal procède à l'élection du nouveau maire. C'est le premier adjoint de Jacques Médecin, Honoré Bailet, par ailleurs sénateur RPR, qui sera élu.
En octobre 1993, le maire Honoré Bailet démissionne en raison de problèmes de santé. Selon certains sondages, la victoire est alors possible pour le Front national et son leader local Jacques Peyrat si une nouvelle élection municipale devait avoir lieu. C'est pourquoi le siège du RPR s'efforce alors de trouver un nouveau maire parmi les conseillers municipaux de la majorité. Le 8 novembre 1993, le gaulliste Jean-Paul Baréty, sixième adjoint d'Honoré Bailet, est élu maire de Nice.

### Rappel des résultats de l'élection de 1989
| Tête de liste            | Tête de liste       | Liste          | Premier tour | Premier tour | Second tour | Second tour | Sièges |
| Tête de liste            | Tête de liste       | Liste          | Voix         | %            | Voix        | %           | CM     |
| ------------------------ | ------------------- | -------------- | ------------ | ------------ | ----------- | ----------- | ------ |
|                          | Jacques Médecin *   | RPR-UDF        | 55 666       | 42,86        | 64 121      | 46,76       | 51     |
|                          | Jean-Hugues Colonna | PS             | 25 876       | 19,93        | 46 044      | 33,57       | 11     |
|                          | Charles Caressa     | PCF            | 10 835       | 8,34         | 46 044      | 33,57       | 11     |
|                          | Jacques Peyrat      | FN             | 23 748       | 18,29        | 26 974      | 19,67       | 7      |
|                          | Guy Marimot         | Verts          | 8 626        | 6,64         |             |             |        |
|                          | Jacques Randon      | PS             | 5 114        | 3,94         |             |             |        |
|                          |                     |                |              |              |             |             |        |
| Inscrits                 | Inscrits            | Inscrits       | 231 984      | 100,00       | 231 984     | 100,00      |        |
| Abstention               | Abstention          | Abstention     | 96 401       | 41,56        | 90 179      | 38,87       |        |
| Votants                  | Votants             | Votants        | 135 583      | 58,44        | 141 805     | 61,13       |        |
| Blancs et nuls           | Blancs et nuls      | Blancs et nuls | 5 718        | 4,22         | 4 666       | 3,29        |        |
| Exprimés                 | Exprimés            | Exprimés       | 129 865      | 95,78        | 137 139     | 96,71       |        |
| * liste du maire sortant |                     |                |              |              |             |             |        |

## Candidats
- Paul Cuturello, conseiller général, mène une liste d'union de la gauche comprenant le PS, les Verts, le PCF et le MDC
- Joseph Ciccolini conduit une liste divers gauche
- Patrice Miran, conseiller régional, conduit une liste du MEI
- Rudy Salles, député, mène une liste dissidente de l'UDF
- Jean-Paul Baréty, maire sortant, se représente à la tête d'une liste d'union de la droite soutenue par le RPR, l'UDF, et le CNIP
- Jacques Peyrat mène une liste divers droite
- Jean-Pierre Gost conduit une liste du FN

## Campagne
En septembre 1994, Jacques Peyrat quitte le Front national considérant qu'il ne peut pas gagner la mairie avec cette étiquette, puis fonde l'Entente républicaine, un mouvement politique local sur le modèle du Rassemblement républicain de Jean et Jacques Médecin. Il affronte la liste du maire sortant Jean-Paul Baréty investie par le RPR et l'UDF. Des tensions se font jour entre ces deux partis lorsqu'est officialisée la composition de la liste sur laquelle figurent en position éligible 28 RPR contre seulement 11 UDF[réf. nécessaire]. Entre-temps a rejoint la liste en deuxième position Patrick Stefanini, directeur adjoint du cabinet du Premier ministre Alain Juppé et directeur de la campagne présidentielle victorieuse de Jacques Chirac en 1995[réf. nécessaire]. Patrick Stefanini est a priori promis à occuper à terme le poste de maire en cas de victoire[réf. nécessaire]. Jacques Peyrat de son côté dénonce l'arrivée de ce haut-fonctionnaire dans la campagne : « Laissez les Niçois s'arranger entre eux. M. Stefanini vient faire un trait d'union entre Nice et ce gouvernement et promettre des subventions. Nous en avons assez de la République des camarades. ». Il constitue quant à lui une liste de socioprofessionnels reconnus localement comme, en deuxième position, l'ancien président de la chambre de commerce de Nice Gilbert Stellardo[réf. nécessaire], et de représentants des communautés importantes de la ville. Sa liste accueille également Anne-Laure Médecin, la fille cadette de Jacques Médecin, en 26e position[réf. nécessaire]. Il doit néanmoins faire face à la concurrence d'une liste Front national menée par Jean-Pierre Gost, parti avec lequel les relations sont devenues très conflictuelles.
Durant l'élection, Jacques Médecin est incarcéré au centre pénitentiaire de Saint-Quentin-Fallavier. Il vient d'être condamné un mois auparavant à deux ans de prison ferme par le tribunal correctionnel de Grenoble dans l'affaire politico-financière Nice-Opéra. Le lendemain du deuxième tour, il comparait devant ce même tribunal dans l'affaire de la Serel. Quelques jours avant le second tour, l'un de ses avocats déclare que son client a décidé d'observer « une neutralité politique stricte » en ce qui concerne l'élection municipale niçoise.

## Résultats
| Tête de liste            | Tête de liste      | Liste            | Premier tour | Premier tour | Second tour | Second tour | Sièges |
| Tête de liste            | Tête de liste      | Liste            | Voix         | %            | Voix        | %           | CM     |
| ------------------------ | ------------------ | ---------------- | ------------ | ------------ | ----------- | ----------- | ------ |
|                          | Jacques Peyrat     | DVD              | 41 590       | 33,99        | 58 065      | 42,30       | 50     |
|                          | Jean-Paul Baréty * | RPR-UDF-CNIP     | 32 093       | 26,23        | 43 686      | 31,82       | 11     |
|                          | Paul Cuturello     | PS-PCF-Verts-MDC | 24 293       | 19,86        | 25 183      | 18,34       | 6      |
|                          | Jean-Pierre Gost   | FN               | 15 310       | 12,51        | 10 344      | 7,54        | 2      |
|                          | Rudy Salles        | UDF              | 3 595        | 2,94         |             |             |        |
|                          | Patrice Miran      | MEI              | 3 489        | 2,85         |             |             |        |
|                          | Joseph Ciccolini   | DVG              | 1 981        | 1,62         |             |             |        |
|                          |                    |                  |              |              |             |             |        |
| Inscrits                 | Inscrits           | Inscrits         | 231 477      | 100,00       | 231 477     | 100,00      |        |
| Abstention               | Abstention         | Abstention       | 106 870      | 46,17        | 91 765      | 39,64       |        |
| Votants                  | Votants            | Votants          | 124 600      | 53,83        | 139 712     | 60,36       |        |
| Blancs et nuls           | Blancs et nuls     | Blancs et nuls   | 2 250        | 1,80         | 2 434       | 1,74        |        |
| Exprimés                 | Exprimés           | Exprimés         | 122 351      | 98,20        | 137 278     | 98,26       |        |
| * liste du maire sortant |                    |                  |              |              |             |             |        |